# Migdal Bavel
Migdal Bavel — второй студийный альбом голландского экспериментального блэк/авангард-метал-проекта De Magia Veterum, выпущенный 20 января 2009 года на лейблах Mistress Dance Records и Transcendental Creations. Впервые он был издан на кассете, тираж которой был ограничен сотней экземпляров.

## Отзывы критиков
| Оценки критиков | Оценки критиков |
| Источник        | Оценка          |
| --------------- | --------------- |
| AllMusic        | [ 1 ]           |

Эдуардо Ривадавия из AllMusic поставил альбому три звезды из пяти, сказав: «Эта работа одного голландца не жалеет усилий для продвижения мизантропической концепции блэк-метала, будь то посредством чистого звукового терроризма (см. взрывные песни, такие как „The Confusion of Tongues“, „The Boat of Uta-Napishtim“ и „Zaota“), или впечатляющим нарушением авангардных правил (например, фри-джаз-перкуссия и синтезаторная возня в заглавном треке, фортепианный танец „I Am the Vine“ и бурлящие синтезированные оркестровки „Rapture“)».

## Список композиций
| №                   | Название                               | Длительность |
| ------------------- | -------------------------------------- | ------------ |
| 1.                  | «The Confusion of Tongues»             | 2:52         |
| 2.                  | «Migdal Bavel»                         | 5:03         |
| 3.                  | «The Boat of Uta-Naphistim»            | 6:06         |
| 4.                  | «Interlude I: The Ruins of Copan»      | 1:56         |
| 5.                  | «Curse of Cannan»                      | 3:51         |
| 6.                  | «Zaota»                                | 3:30         |
| 7.                  | «I Am the Vine»                        | 3:59         |
| 8.                  | «Interlude II: Evocation of the Gallu» | 1:55         |
| 9.                  | «Below the Altar of Ra-Hoor-Khuit»     | 4:03         |
| 10.                 | «Rapture»                              | 4:15         |
| Общая длительность: | Общая длительность:                    | 33:39        |

## Участники записи
- Маурис де Йонг — вокал, инструменты, запись, сведение, обложка[2]

## История выпуска
| Регион     | Дата | Лейбл                    | Формат  | Номер в каталоге |
| ---------- | ---- | ------------------------ | ------- | ---------------- |
| Португалия | 2009 | Mistress Dance           | кассета | MDR 036          |
| Канада     | 2009 | Transcendental Creations | CD      | TC008            |